# 柳家喬太郎
柳家 喬太郎（やなぎや きょうたろう、1963年11月30日 - ）は、東京都世田谷区出身の落語家・俳優。落語協会所属。本名∶小原 正也。出囃子は「まかしょ」。紋は「丸に三ツ柏」。通称「キョンキョン」。

## 経歴

### 落語家になるまで
小学校3年生まで世田谷区の大蔵団地で育ち、のち横浜市に移った。子どものころの愛称は「マーちゃん」であった。父親は1931年生まれのコピーライター、大原有貴の名前で「鳥追い道中」などの歌謡曲の作詞もしている。少年時代は『ウルトラマン』シリーズや『ゴジラ』などの怪獣映画をこよなく愛し、現在も落語界きってのウルトラマンフリークとして知られる。高校生時代の部活は映画研究会だった。
落語を好きになったのは中学時代からであった。横浜市港北区の日本大学高等学校から子ども時代に住んでいた団地近くの日本大学商学部経営学科へと進学、経商法3学部の落語研究会（日本大学経商法落語研究会）に入って「砧家駄楽」を名乗った。高校時代から大学では落研に入ろうと心に決めていたが、当時、自分から落研の門を叩く人間は少なかったため、先輩からは大いに驚かれたという。日大落研では度胸をつけるために「ストリート落語」をしたり、失恋して最も傷ついた相手の女性の名を叫ぶなどの荒修行をおこなった。落語づけの毎日で、老人ホームの慰問や成人式の催しで落語を演じ、そのため自分の成人式には出なかったということさえあった。4年生の時には関東大学対抗落語選手権で優勝した。
また、大学在学中に本名でフジテレビ『欽ドン!良い子悪い子普通の子おまけの子』に「悪い下宿人」として出演している。欽ドンのスタッフから大学の落語研究会にオーディション依頼の電話が来て、当時渉外係だった本人は数人の会員と一緒にオーディションに行ったが、自分だけが合格したという経緯がある。一か月、欽ドンで前説を務めた後に本編に起用された。
下宿人（ - 1984年12月10日）
- 普通の下宿人（普通村） … 黒田アーサー
- 良い下宿人（良村） … 金原亭駒平（現・金原亭世之介）
- 悪い下宿人（悪村） … 小原正也（現・柳家喬太郎）

テレビ出演もしていたため、周囲の誰もがそのままプロになると思っていたが、日大卒業後は大手書店（福家書店）に入社した。のちに夫人となる女性とはこの書店勤務時に知り合っている。喬太郎は自身を振り返り、「落語で食べていこうとは思わなかった。こわかったんです。好きだっただけに、畏怖の念があった。それに僕は、普通の人生が送りたかったんです」と述べている。書店員としての生活は、もともと本が好きだっただけに充実していたものの、落語への情熱は冷めやらず、ついに落語家になることを決意して約1年半で退職。

### 落語家入門以降
1989年（平成元年）10月、人情噺で知られる柳家さん喬に入門する。新作落語の旗手である三遊亭圓丈から強い影響を受けながらも、正統派の落語を学ぶためにさん喬を師匠に選んだといわれている。初高座は1989年12月29日、新宿末広亭で「道灌」を演じた。
喬太郎は、「夜の慣用句」や「ほんとのこというと」「午後の保健室」などをはじめとする数々の新作落語で知られるが、師匠譲りの古典落語も巧みに演じる。現在では人気落語家の一人に数えられる存在であるが、売れるまでには様々な仕事を経験しており、アダルトアニメの声優もしたことがあるという。
1998年（平成10年）、NHK新人演芸大賞の落語部門で新作落語「午後の保健室」を演じ大賞を受賞し、一躍名を知られることとなった。2000年（平成12年）3月に林家たい平と共に12人抜きで真打に昇進した。同年5月には日本テレビ系『笑点』に出演している。
2003年（平成15年）、春風亭昇太らとともに「SWA（創作話芸アソシエーション）」を旗揚げした。SWAでの背番号は「6」。2009年（平成21年）発行の『今おもしろい落語家ベスト50』（文春MOOK）では第1位に選出された。SWAの仲間である春風亭昇太からは「今、古典も新作もやる東西の噺家の中で、最もバランスがいい人。（略）表現力と創作力のバランスもいい。ここまでの領域にはなかなかちょっと行けない」と評されている。
2013年（平成25年）6月5日、東京お台場のライブハウス"Zepp DiverCity"で開催された初の落語会に桃月庵白酒、柳家三三とともに出演、「そば清Q」を演じた。

## 人物
柳家さん喬にとっては一番弟子にあたる。喬太郎の弟弟子は六代目柳亭左龍、柳家喬之助、柳家喬志郎はじめ11人におよぶが、喬太郎は師のさん喬から弟弟子の稽古をつけろと言われたことがないという。
師匠のさん喬とはしばしば二人会を開いている。さん喬に弟子入りした当初、師匠に「嫌いなものはあるかい?」と聞かれた喬太郎が「納豆がダメです」と答えたところ、翌日「よし、昼メシに買いに行こう」と言われたという。さん喬いわく「これから噺家としてやっていくなら、お客様や先輩方とのお付き合いもある。そんなときに、あれ食えない、これ食えないじゃ、話にならないよ」。また同じ頃、さん喬は喬太郎に「ゼロから（のスタート）じゃない。マイナスからだよ、お前は」と言ったという。大相撲では、学生時代の実績があると、幕下付出というプラス位置からスタートするが、落語では事情が異なり、なまじ大学の落語研究会でやっていたことは「垢のようなもの」であって真摯に落語修業していくうえでは「落とさなければならない」ものであった。
喬太郎がさん喬を尊敬していることは並大抵ではなく、50歳を迎えた喬太郎は、自分が入門した頃（1989年秋）のさん喬の年齢（当時41歳）を超えていることを踏まえ、「それを考えると『ダメだなオレ、まだこんなんじゃ』という結論にしかならない」と述べている。
2013年現在、雑誌『週刊文春』の川柳投稿コーナー「川柳のらりくらり」の選者を務めている。関東学院大学の非常勤講師でもある。
活動内容は、本業の落語家のほか、TOKYO FMの番組（『柳家喬太郎のピロウトーク』）のパーソナリティやテレビ東京のアニメーション『それいけ! ズッコケ三人組』のナレーション、俳優・声優、『柳家喬太郎のようこそ芸賓館』の司会など多様である。「東京ホテトル音頭」などを作詞・作曲し、自ら歌っている。
体格は身長175センチメートル、体重85キログラム（2013年現在）。血液型はB型。
日大落語研究会の後輩（ただし経商法ではなく文理学部の落研出身）の瀧川鯉橋は、遠縁（義理の叔母の甥）でもある。その鯉橋の義理の伯父が永六輔であるため、永とも遠縁になる。
イヌとネコではイヌが好き。中学時代の部活動はバレーボール部を1週間でやめたのち美術部に入り、高校時代は映画研究部に所属した。趣味は落書き。好きな色は黄緑色・黄色。池袋をこよなく愛している。
2016年公開の映画『スプリング、ハズ、カム』で映画初主演。漫画が原作の『昭和元禄落語心中』では、2018年のテレビドラマでは落語監修と出演・2025年のミュージカル化では落語指導を担当している。
『週刊文春』新年号の恒例企画「顔面相似形」にて、2018年に話題となった内田正人（日本大学フェニックス元監督）のものまねを披露した（2019年1月10日号）。
若手落語家時代はバラエティ番組などへの出演もあったが、近年はテレビへの出演は落語の高座を中心としたものになっている。
正座のしすぎで足を痛め、2022年ごろから見台や釈台を前に置いての高座を務めている。口上などの並びの際にも、ひとり釈台を置いた状態で座っている。2023年には治療をしたいが忙しくて医者に行く時間が無い状態と語っている。話芸集団SWAのメンバーの一人春風亭昇太は、後輩の喬太郎のためにDIYで簡易的な釈台を手作りした。2025年の取材に、足が良くなっても今後釈台無しで高座を務めることは難しいだろうと答えている。
2024年10月28日、新潟りゅーとぴあでの新潟虹色寄席で出演前に体調不良となり緊急入院したが、無事退院。11月8日の関内ホールでの「爆笑！濱っ子寄席」で復帰した。

## 芸歴（略年表）
- 1963年（昭和38年） - 東京都世田谷区で出生。
- 1987年（昭和62年） - 日本大学卒業後に福家書店（株式会社福家）入社。
- 1988年（昭和63年）- 福家を退社。
- 1989年（平成元年）10月 - 柳家さん喬に入門、前座名「さん坊」[33]。
- 1993年（平成5年）5月 - 二つ目昇進、現在の「喬太郎」に改名[33]。
- 1995年（平成7年）- 「第一回高田文夫杯お笑いゴールドラッシュII」優勝。
- 1998年（平成10年） - 平成10年度「NHK新人演芸大賞」落語部門大賞受賞。
- 2000年（平成12年） - 平成11年度「彩の国落語大賞」技能賞を受賞。
- 2000年3月 - 真打昇進（12人抜き）[21]。
- 2002年（平成14年） - 平成13年度「彩の国落語大賞」大賞を受賞。
- 2004年（平成16年） - 平成15年度 国立演芸場「花形演芸会」銀賞受賞。
- 2004年（平成16年）1月 - 週刊文春「川柳のらりくらり」選者になる（切り絵・林家二楽）。
- 2005年 - 2007年 - 平成16年度・17年度・18年度国立演芸場「花形演芸会」大賞を3年連続で受賞[33]。
- 2006年（平成18年） - 平成17年度 文化庁芸術選奨文部科学大臣新人賞（大衆芸能部門）を受賞。
- 2014年（平成26年） - 落語協会理事に就任[34]。
- 2019年（令和元年）11月 - 落語家生活30周年を記念して30日間連続で日替わりゲストを招いての独演会「柳家喬太郎 落語家生活30周年記念落語会 ザ･きょんスズ30」を東京・下北沢 ザ・スズナリで開催[35]。
- 2025年（令和7年） - 令和6年度 文化庁芸術選奨文部科学大臣賞（大衆芸能部門）を受賞[36]。対象となったのは鈴本演芸場7月中席夜の部 特別企画公演「喬太郎企画ネタ尽きました、お客様決めてください」[37]。

## 活動

### 芸風
実力と幅広さを兼ね備えた個性的な噺家である。
古典落語は、エンターテイメント性に富む語り口ながら、古典の味わいをそこなうことなく、円熟した落語を聴かせる。滑稽噺はもとより、師のさん喬ゆずりの人情噺、さらには「死神」「蛇含草」などといったダークな噺でも、迫真の語り口で聴衆を圧倒する。「擬宝珠」や「綿医者」「にゅう」といった、演者の絶えた珍しい古典演目の蘇演も手がけており、また、後半の内容が陰惨なため前半で切り上げられることの多い「宮戸川」を通しで演ずる数少ない噺家でもある。
「ハワイの雪」「純情日記横浜篇」といった新作落語にあっては、現代的な題材と巧みな構成が際立ち、そこでは文学的な繊細な描写が展開される。その一方で「歌う井戸の茶碗」、「諜報員メアリー」や「寿司屋水滸伝」などナンセンスなギャグが満載の作品、エキセントリックなまでに先鋭的な作品もあり、創作力・演出力ともに非凡である。
また、自作の歌をCD化したり、江戸川乱歩の作品を演じるなど、落語を様々なかたちで見せるオールラウンドプレイヤーであることも喬太郎の持ち味のひとつとなっている。
「マクラ」（落語で本題に入る前の部分）のおもしろい落語家としても有名であり、柳家小三治や立川志の輔などと同様、マクラ自体がひとつの芸の域に達していると評される。ことに「時そば」は、そのマクラの内容から「コロッケそば」の異名をとるほど有名である。

### 落語観
落語については、芸能の一分野であるという見解に立ち、自分の価値観の中でその時聴いて面白ければそれでよいとしている。一般論としては落語論・落語評論といったものを語ることに否定的で、論じるよりも稽古することが大切だというスタンスをとる。
また、聴衆には「落語に関する知識は必要ない」とし、さらには「知識がなくて楽しめないのであれば、それはもともと面白くない落語である」と語っており、難しく考えず気楽に落語を愉しむことを提唱している。

### 俳優として
テレビドラマでは『ちゅらさん4』『坂の上の雲』、映画では『落語娘』『落語物語』などに俳優として出演している。
舞台俳優としては、PARCO劇場プロデュースの「斎藤幸子」・「ぼっちゃま」 に出演しているが、「斎藤幸子」（2009年）の脚本を手がけた村上大樹は喬太郎の演技を「独特すぎる存在感と、どこまで本気か分からないうさんくさい演技トーン、詐欺師の役がピッタリはまる」と評している。「ぼっちゃま」（2011年）では、稲垣吾郎扮する「ぼっちゃま」（井上幸一郎）の「恋人」榊原の役で出演し、派手に動き回る落語的な一人芝居で奮闘し、場内をおおいに沸かせた。

## 出演作品

### テレビ番組
- 「爆笑オンエアバトル」（NHK総合テレビ） - 戦績0勝2敗、最高345KB
- 「家計診断 おすすめ悠々ライフ」（NHK総合テレビ、2007年 - 2009年）
- 「大人の自由時間」木曜日 「喬太郎の気楽に粋ましょう!」（BS11、2008年4月3日 - 2009年6月25日）
- BSエンターテインメント 「決戦! 落語家サバイバル」（NHKBS2、2009年5月16日）
- 「柳家喬太郎の粋ダネ!」（BS11、2009年10月17日 - 2012年3月31日）
- 「笑・神・降・臨」（NHK総合テレビ、2010年9月4日）
- ノンフィクションW 「落語家柳家喬太郎〜やっぱり噺が好き」（WOWOW、2012年1月6日）
- 「柳家喬太郎のようこそ芸賓館」（BS11、2012年4月3日 - 2016年3月29日）
- 「柳家喬太郎のイレブン寄席」（BS11、2016年4月11日 - 2018年3月21日）
- 「徹子の部屋」（テレビ朝日、2017年2月21日）[43]
- 「超入門!落語 THE MOVIE」（NHK総合テレビ）
  - 2017年8月14日 - 死神
  - 2017年11月2日 - 井戸の茶碗
  - 2017年11月16日 - そば清
- 落語ディーパー! 〜東出・一之輔の噺のはなし〜（2019年9月2日 NHK Eテレ） - 「怪談 牡丹燈籠」から「お札はがし」を口演。
- SWITCHインタビュー 達人達（2020年4月25日、NHK Eテレ） - 伊藤亜紗との対談。
- 「語落」（2020年6月6日、フジテレビ） - 司会（山里亮太と共演）と落語「初天神」
- 「柳家喬太郎の笑って免疫力UP! 寄席」（BS11、2020年6月30日・7月7日、2021年4月18日・25日） - 司会と落語
- 「柳家喬太郎の初笑い寄席」（BS11、2021年1月2日・3日） - 司会と落語
- 「たけしのこれがホントのニッポン芸能史・特撮」（NHKBSプレミアム、2021年5月15日） -「抜けガヴァドン」
- ドランク塚地のふらっと立ち食いそば（BS日テレ、2023年4月3日 - ） - ナレーション
- 「落語研究会」（TBSテレビ、2025年1月19日）[44] - 解説者・小原正也としてスーツ姿で登場。柳家喬太郎「迷い犬」を解説。

その他「笑いがいちばん」「ふるさと愉快亭・小朝が参りました」（NHK総合）、「日本の話芸」（Eテレ）、「浅草お茶の間寄席」（千葉テレビ）、「落語研究会」（TBS）、「BS落語研究会」（BSi）、「BS笑点」（BS日本テレビ）、「今どき落語」（BSジャパン）、「らくごくら」（スカイ・A）、「東陽町演芸場」（BSスカパー！・寄席チャンネル）にも出演している。

### テレビドラマ
- 「ちゅらさん4」（NHK総合テレビ、2007年） - 編集者 役
- 「坂の上の雲」第3話（NHK総合テレビ、2009年） - 村上忠士 役
- 「鬼平外伝 正月四日の客」（BSスカパー!、2012年11月先行放送、時代劇専門チャンネル、2013年1月3日 - ） - 蕎麦さなだやの常連 役
- 「配達されたい私たち」（WOWOW、2013年5月12日 - 6月9日）
- 「TBS年末スペシャルドラマ・赤めだか」（TBS、2015年12月28日） - 魚問屋の店主 役[45]
- 「半分、青い。」第19回（NHK総合テレビ 連続テレビ小説、2018年4月23日） - 落語（声） 役[46]
- 「昭和元禄落語心中」[47]（NHK総合テレビ、2018年10月12日 - 12月14日） - 木村屋彦兵衛 役 （※落語監修も担当）[48]
- 「なつぞら」（NHK総合テレビ、連続テレビ小説、2019年6月4日） - 「風車」の客 役[49]
- 「浜の朝日の嘘つきどもと[注 12]」（2020年10月30日、福島中央テレビ） - 森田保造 役[50]
- 「妻、小学生になる。」（2022年1月21日 - 3月25日、TBSテレビ） -  寺カフェ「喫茶たいむ」マスター 役[51]
- 「にんげんこわい」（2022年2月6日 - 3月6日、WOWOW）- 語り[52]

### テレビアニメ
- 「それいけ！ズッコケ三人組」（2004年4月4日 - 10月3日、テレビ東京) - ナレーション[53]

### webテレビ・配信
- ABEMA寄席（2020年5月2日、ABEMA）[54]
- 文春落語 柳家喬太郎独演会（2020年5月 - 、月数回定期的に配信、文藝春秋）
- 寄席鑑賞マナー動画（2023年7月、一般社団法人落語協会youtube)
- 突撃!ヨネスケちゃんねる【落語と晩ごはん】（2024年9月1日・8日、youtube) - ゲスト

### CM
- 高橋書店「手帳は高橋」（2017年版）[55]
- キリン「キリン・ザ・ストロング」（2019年3月26日 - ）[56]
- 健康保険組合連合会「健保寄席」(youtube) ＊「酒と恩返し」「ばあちゃんとスマホ」（2021年9月20日 - ）[57]

### ラジオ番組
- 「今夜も大入り!渋谷・極楽亭」（NHKラジオ第1放送、2006年 - 2011年）
- 「柳家喬太郎のピロウトーク」（TOKYO FM、2010年4月3日 - 6月26日）
- 「柳家喬太郎のキンキラ金曜日」（TOKYO FM、2010年7月2日 - 2013年3月29日）
- 「柳家喬太郎のピロウトーク」（TOKYO FM、2013年4月2日 - 2014年3月27日）
- 「ラジオ深夜便 ミッドナイトトーク」（NHKラジオ、2021年 - ）
- 「NISSAN あ、安部礼司 ～ BEYOND THE AVERAGE」（TOKYO FM、2022年6月5日）- 本人・小原役[注 13]

### 映画
- 落語娘（中原俊監督、2008年） - 落語監修・指導、カメオ出演
- 落語物語（林家しん平監督、2011年） - バーのマスター 役
- スプリング、ハズ、カム（吉野竜平監督、2017年） - 主演・肇 役[26][58]
- 浜の朝日の嘘つきどもと（タナダユキ監督、2021年）- 朝日座支配人 森田保造 役

### 舞台
- 大銀座落語祭「熱海殺人事件」（2005年7月18日、博品館劇場）-　木村伝兵衛　役[59][60][61][注 14]
- パルコ・プロデュース「斎藤幸子」（2009年8月14日 - 30日、ル・テアトル銀座） - 実業家 山崎正光 役[40]
- パルコ・プロデュース「ぼっちゃま」（2011年5月7日 - 6月5日、PARCO劇場）- 榊原 役[41]
- ペテカン「この素晴らしき世界」（2015年10月7日 - 12日、あうるすぽっと） - 新婦の叔父 役[62]
- スプリング、ハズ、カム The Stage（2017年10月、浅草九劇） - 主演・肇 役[58]
- こまつ座第121回公演「たいこどんどん」（2018年5月5日 - 20日、紀伊國屋サザンシアター）幇間・桃八役（主演）[63]
- ペテカン／トリックスターエンタテインメント「ハンバーグができるまで」（2019年3月20日 - 24日、博品館劇場）原作・出演（山本喬子(女性)）役[64]
- 東京タンバリン わのわ「さとうは甘い」（2020年11月19日 - 25日、東京国立博物館九条館）[65]
- ラッパ屋 リーディング公演 VOL.3「七人の墓友」（2023年5月4日、紀伊國屋ホール）[66]
  - コロナウイルス感染のため出演中止、代役は瓜生和成
- きょんとちば Vol.5 -マイノリ60s-（2024年10月23日・24日、紀伊國屋ホール）[67]
- ミュージカル「昭和元禄落語心中」（2025年2月 - 4月、東急シアターオーブ・フェスティバルホール・福岡市民ホール）- 落語指導
- ラッパ屋 第50回公演「はなしづか」（2025年4月16日 - 23日、紀伊國屋ホール / 4月27日、J:COM 北九州芸術劇場 中劇場）[68]

### 連載
- ひととき「柳家喬太郎の旅メシ道中記」（ウェッジ、2023年4月号 -  )[69]

## 演目

### 古典落語
- 「愛宕山」
- 「熱海土産温泉利書」
- 「按摩の炬燵」
- 「井戸の茶碗」
- 「うどん屋」
- 「おせつ徳三郎」
- 「御慶」
- 「禁酒番屋」
- 「首ったけ」
- 「子別れ」
- 「粗忽長屋」
- 「粗忽の使者」
- 「竹の水仙」
- 「転宅」
- 「錦の袈裟」
- 「抜け雀」
- 「寝床」
- 「花筏」
- 「双蝶々」
- 「普段の袴」
- 「へっつい幽霊」
- 「宮戸川」（通し）
- 「百川」
- 「宿屋の富」
- 「夢の酒」
- 「らくだ」

### 廓噺
- 「居残り佐平次」
- 「品川心中」
- 「徳ちゃん」

#### 三遊亭圓朝作品
- 「縁切榎」
- 「死神」
- 「心眼」
- 「真景累ヶ淵」
  - 「宗悦殺し」
- 「錦の舞衣」
- 「文七元結」
- 「牡丹燈籠」
  - 「本郷刀屋」
  - 「お露新三郎」
  - 「お札はがし」
  - 「飯島討ち」
  - 「おみね殺し」
  - 「関口屋のゆすり」
  - 「孝助の婚礼」
  - 「十郎ケ峰の仇討」
- 「指物師名人長二」
  - 「仏壇叩き」

### 自作の新作落語
- 「いし」
- 「一日署長」
- 「海亀の島」
- 「えーっとここは」
- 「鸚鵡の徳利」
- 「怪談のりうつり」
- 「仮名手本五段目異聞　猪怪談」
- 「カマ手本忠臣蔵」
- 「喜劇駅前結社」
- 「結石移動症」（「鍼医堀田と健ちゃんの石」改題）
- 「国民ヤミ年金」
- 「午後の保健室」
- 「巣鴨の中心で愛を叫ぶ」
- 「棄て犬」
- 「銭湯の節」
- 「寿司屋水滸伝」
- 「すみれ荘二〇一号」
- 「諜報員メアリー」
- 「同棲したい」
- 「月夜の音」
- 「バイオレンスチワワ」
- 「白日の約束」
- 「派出所ビーナス」
- 「八月下旬」
- 「華やかな憂鬱」
- 「母恋いくらげ」
- 「ハワイの雪」
- 「ハンバーグができるまで」[注 15]
- 「引き出しの奥のネタ帳」
- 「秘密のレッスン」
- 「拾い犬」
- 「ふくろうの夜」
- 「不二家残酷物語」
- 「冬のそなた」
- 「彫師マリリン」
- 「ほんとのこというと」
- 「マジックショウ」
- 「もんじゃラブストーリー」
- 「やとわれ幽霊」
- 「柚子」
- 「与話情浮名夕鶴」
- 「夜の慣用句」
- 「路地裏の伝説」
- 「笑い屋キャリー」

#### 純情日記シリーズ
- 「純情日記横浜篇」
- 「純情日記渋谷篇」
- 「純情日記港崎篇」
- 「純情日記神保町編」
- 「純情日記祖師ヶ谷大蔵編」
- 「純情日記中山篇」
- 「純情日記池袋篇」

### 他作の新作落語
- 「赤いへや」(作：江戸川乱歩)
- 「明日に架ける橋」(作：SWA)
- 「ウツセミ」(原作：源氏物語)
- 「鬼背参り」（作：夢枕獏）
- 「出待ち」（作：柳家わさび）
- 「東京タワーラブストーリー」(作：武藤直樹)
- 「頓馬の使者」(作：山田洋次)
- 「任侠流山動物園」（作：三遊亭白鳥）
  - 3話「流山の決闘」
  - 7話「悲恋かみなり山」
- 「夫婦に乾杯」(作：春風亭昇太)
- 「孫、帰る」（作：山崎雛子）

#### 三遊亭圓丈作
- 「稲葉さんの大冒険」
- 「肥辰一代記」
- 「月のじゃがりこ」
- 「ぺたりこん」
- 「わからない」

#### 千葉雅子作
- 「サソリのうた」
- 「秘境温泉名優ストリップ」
- 「マイノリ」

#### 原話：小泉八雲
- 「梅津忠兵衛」
- 「雉子政談」
- 「重陽」
- 「ついたて娘」
- 「猫屏風」

### 改作落語
- 「伊勢屋の一族」
- 「オトミ酸」
- 「歌う井戸の茶碗」
- 「歌う文七元結」
- 「掛取バンザイ」
- 「鰍沢零」
- 「極道のつる」
- 「残酷なまんじゅうこわい」[注 16]
- 「死神の名付け親」
- 「芝カマ」
- 「すなっくらんどぞめき」
- 「世辞桜 子褒厄誉」
- 「そば清Q」
- 「任俠おせつ徳三郎」
- 「本当は怖い松竹梅」

#### ウルトラマン落語
- 「ウルトラ仲蔵」
- 「ウルトラの郷」
- 「ウルトラのつる」
- 「侵略指南」
- 「セブン段目」
- 「抜けガヴァドン」
- 「ふたりのウルトラ」

## 弟子
廃業
- 柳家おい太 - 2024年2月楽屋入り。同年9月1日付で廃業。

## メディア

### 著書
- 『落語こてんパン』2009年4月10日、ポプラ社。ISBN 978-4-591-10931-1
  - 『落語こてんバン』2013年4月10日、ちくま文庫。ISBN 978-4-480-43052-6
- 『楽語（RAKUGO）－席亭 夢枕獏・爆笑SWAの会』（林家彦いち・神田山陽・春風亭昇太・三遊亭白鳥・夢枕獏との共著）2010年3月、文春文庫。ISBN 978-4167528218
- 『柳家喬太郎 江戸料理 平らげて一席』（噺：柳家喬太郎、聞き書き：佐藤俊一）2010年3月1日、小学館。ISBN 978-4-09-387888-3
- 『落語教育委員会』（柳家喜多八、三遊亭歌武蔵との鼎談）2012年8月17日、東京書籍。ISBN 978-4-487-80649-2
- 『夢で食えると思うなよ 役者・演芸人プロ図鑑』（企画・協力）BS11『柳家喬太郎の粋ダネ！』研究会、（構成・文）矢口由紀子、2012年3月、理論社。ISBN 978-4652079898　＊番組のトークをまとめた本
- 『当世落語絵本　母恋いくらげ』（原作：柳家喬太郎、文・絵：大島妙子、2013年3月、理論社。ISBN 978-4-652-20009-4
- 『落語こてんコテン』（2013年8月10日、筑摩書房。ISBN 978-4-480-81673-3
- 『古典と新作 らくご絵本 ろじうらの伝説』（2015年10月28日、あかね書房。作：柳家喬太郎、絵：ハダタカヒト、編集：ばばけんいち）ISBN 9784251095022
- 『なぜ柳家さん喬は柳家喬太郎の師匠なのか？』（2018年8月29日、徳間書店。柳家さん喬との共著）ISBN 978-4198646332
- 『柳家喬太郎のヨーロッパ落語道中記』（2019年3月26日、フィルムアート社、ISBN 978-4845918164）
- 『柳家喬太郎バラエティブック』（2019年10月29日、東京かわら版新書、ISBN 978-4-910085-00-5
- 『柳家喬太郎写真集 喬太郎のいる場所』（著（撮影）：橘蓮二、 2020年7月21日、CCCメディアハウス）ISBN 978-4484202211
- 『柳家さん喬一門本 ～世にも奇妙なお弟子たち～』＊さん喬と弟子たち共著（秀和システム、2021年1月）ISBN 978-4798063287

### 小説
- 柳家喬太郎・西尾維新・あさのあつこ・諸星大二郎ほか『妖怪変化 京極堂トリビュート』講談社、2007年。ISBN 978-4062144759
京極夏彦の人気シリーズ「百鬼夜行」の世界に西尾・あさの・諸星・原田真人らが挑むという趣向の小説集。喬太郎は『粗忽の死神』を発表している。
- 大橋崇行（著）、柳家喬太郎（監修）『小説 牡丹燈籠』二見書房、2020年。ISBN 978-4576201702

### CD

#### 落語
- 『キング落語名人寄席 柳家喬太郎』（キングレコード KICH3221：2001年）
1.すみれ荘201号室　2.夜の慣用句
- 『爆笑！ライブ　夜の慣用句　柳家喬太郎』（キングレコード KICX658：2005年）
- 『柳家喬太郎落語秘宝館1』（ワザオギ WZCR-05001：2004年）
1.純情日記横浜篇　2.純情日記渋谷篇
- 『柳家喬太郎落語秘宝館 別館』（ワザオギ  WZCR-05002：2004年）
1.冬のそなた　2.国民ヤミ年金　3.巣鴨の中心で、愛をさけぶ
- 『柳家喬太郎落語秘宝館2』（ワザオギ WZCR-05003：2005年）
1.白日の約束　2.結石移動症（『鍼医堀田と健ちゃんの石』改題）
- 『柳家喬太郎落語秘宝館3』（ワザオギ WZCR-05004：2006年）
1.寿司屋水滸伝　2.バイオレンスチワワ　3.諜報員メアリー
- 『柳家喬太郎落語秘宝館4』（ワザオギ WZCR-05005：2008年）
1.すみれ荘二〇一号　2.いし
- 『柳家喬太郎落語秘宝館5』（ワザオギ WZCR-05006：2009年）
1.ハンバーグができるまで　2.夜の慣用句
- 『名演集1』（ポニーキャニオン PCCG-00889：2008年）
1.寿限無　2.子ほめ　3.松竹梅
- 『名演集2』（ポニーキャニオン PCCG-00890：2008年）
1.金明竹　2.錦木検校
- 『柳家喬太郎落語集 アナザーサイドvol.1』（日本コロムビア COCJ34620：2007年）
1.東京タワー・ラヴストーリー（作：武藤直樹）　2.赤いへや（江戸川乱歩『赤い部屋』の翻案）　3.ボーナストラック：「他人様（ひとさま）の作品、自分の作品」
- 『柳家喬太郎落語集 アナザーサイドvol.2』（日本コロムビア COCJ35289：2008年）
1.落語の大学（作：中根篤）　2.鬼背参り（作：夢枕獏）
- 『柳家喬太郎落語集 アナザーサイドvol.3』（日本コロムビア COCJ35934：2009年）
1.ウツセミ〜源氏物語空蝉より〜　2.孫、帰る（作：山崎雛子）
- 『柳家喬太郎落語集 アナザーサイドvol.4』（日本コロムビア COCJ38552：2014年）
（小泉八雲怪談集より）1.梅津忠兵衛　2.猫屏風　3.雉子政談
- 『柳家一門名演集一』（ポニーキャニオン PCCG-01002：2009年）
〜「擬宝珠」を収録
- 『とっておき寄席！柳家編』（キングレコード KICH2713/5：2009年）
〜「小言幸兵衛」を収録
- 『SWAのCD 2006―夏休み―』（Sony Music Direct MHCL1802〜3：2010年）
〜「八月下旬」を収録
- 『SWAのCD 2007 ―明日の朝焼け―』（Sony Music Direct MHCL1804〜5：2010年）
〜「明日に架ける橋」を収録
- 『SWAのCD 2011―楽語・すばる寄席シャッフル―』（Sony Music Direct MHCL1999〜2000：2011年）
〜「任侠流山動物園」（原作：三遊亭白鳥）を収録
- 『新潮落語倶楽部その1　柳家喬太郎』（ポニーキャニオン PCCG-01203：2011年）
1.子ほめ　2.喜劇駅前結社　3.家見舞　4.寿司屋水滸伝
- 『柳家喬太郎のピロウトーク』（TOKYO FM TFMC-0045：2013年）
- 柳家喬太郎落語集『ザ・きょんスズ30』セレクト - 新作編Ⅰ-（ソニーミュージックダイレクト MHCL2868～9：2021年）＊2枚組　　disk1:純情日記横浜編　disk2:純情日記港崎編
- 柳家喬太郎落語集『ザ・きょんスズ30』セレクト - 古典編Ⅰ-（ソニーミュージックダイレクト MHCL2904～5:2021年）＊2枚組　disk1 1：酒の粕  2:粗忽長屋 3:おせつ徳三郎　disk2 1:偽甚五郎 2:文七元結
- 柳家喬太郎落語集『ザ・きょんスズ30』セレクト - 新作編Ⅱ-（ソニーミュージックダイレクト MHCL2906～7：2021年）＊2枚組  disk1 1：諜報員メアリー  2:同棲したい 　disk2 1:午後の保健室 2:路地裏の伝説  ※寄稿：小泉今日子「キョンキョン meets キョンキョン」
- 柳家喬太郎落語集『ザ・きょんスズ30』セレクト - 古典編Ⅱ-（ソニーミュージックダイレクト MHCL2908～9：2021年）＊2枚組 disk1:熱海土産温泉利書（上)   disk2:熱海土産温泉利書（下) 　 ※寄稿：北村薫「仰天カンガルー」

#### 音楽
- 『東京ホテトル音頭』（ヴィヴィッド・サウンド・コーポレーション VSCD-281：1999年）
- 「日本全国どっとこむ音頭」（日本クラウン、CRDN-729：2001年）*華岡美恵とのデュエット
- 『の・ようなうた 〜柳家喬太郎歌謡図鑑〜』（ヴィヴィッド・サウンド・コーポレーション VGL-173：2006年）

### DVD
- 『ワザオギ落語会VOL.1』（ワザオギ WZBR-0001：2006年）
〜「一日署長」を収録
- 『ワザオギ落語会VOL.3』（ワザオギ WZBR-0003：2007年）
〜「反対俥」を収録
- 『ワザオギ落語会VOL.4』（ワザオギ WZBR-0004：2008年）
〜「ちりとてちん」を収録
- 『ワザオギ落語会VOL.5』（ワザオギ WZBR-0005：2009年）
〜「道灌」を収録
- 『落語笑笑散歩【お江戸下町ぶらり】第一巻』（ソニー・ミュージックエンタテインメント MHBW47：2006年）
〜「粗忽長屋」「時そば」を収録
- 『とっておき寄席!柳家たっぷり二時間半』（角川エンタテインメント B002IDXGCQ：2009年）
〜「小言幸兵衛」、特典映像「しん平の突撃!楽屋訪問・柳家喬太郎編」収録。
- 『落語娘』特典ディスク（日活株式会社／ポニーキャニオン PCBE-53219：2009年）
〜「リアル落語娘」（柳家喬太郎×林家ぼたん）を収録
- 『落語百選 DVDコレクション』（デアゴスティーニ・ジャパン)
  - 第2号「時そば」（2008年10月）
  - 第9号「粗忽長屋」（2009年2月）
  - 第14号「寿限無」（2009年4月）
  - 第18号「道灌」(2009年6月）
  - 第49号「藪入り」(2010年8月）
- 『SWAのDVD』（来福 MHBW277：2009年）
〜「カラダの幇間」を収録
- 『SWAのDVD ―古典アフター―』（来福 MHBW304：2011年）
〜「本当は怖い松竹梅―松竹梅その後―」を収録
- 『柳家喬太郎寄席根多独演会 寿限無 / 綿医者 / 孫、帰る』（日本コロムビア COBA-6145：2011年）
- 『柳家喬太郎寄席根多独演会 バイオレンスチワワ / 反対俥 / 紙入れ』（日本コロムビア COBA-6146：2011年）
- 『ウルトラマン落語』（日本コロムビア 2016年）[70]
- 『落語研究会 柳家喬太郎名演集』（Sony Music Direct(Japan)Inc. 2018年12月）
〜Disc1 牡丹燈籠 お札はがし(06)/錦の舞衣〈上〉(12)/錦の舞衣〈下〉(12)
〜Disc2 布哇の雪(09)/擬宝珠(05)/橋の婚礼(07)/宗漢(15)/孫、帰る(14)
〜Disc3 お菊の皿(07)/饅頭こわい(09)/錦木検校(13)/宮戸川〈全〉(15)
- 『ウルトラセブン落語』（日本コロムビア COBA-7042 2018年）
- 『秘伝秘蔵 柳家喬太郎・田中泯 session DVD』(ざぶとん亭風流企画、2021年）[71]
  - DVD1 『死神・グリム童話「死神の名づけ親」より』
  - DVD2『隻眼譚・小泉八雲　「雉子政談」「梅津忠兵衛」』